# Mein Kampf

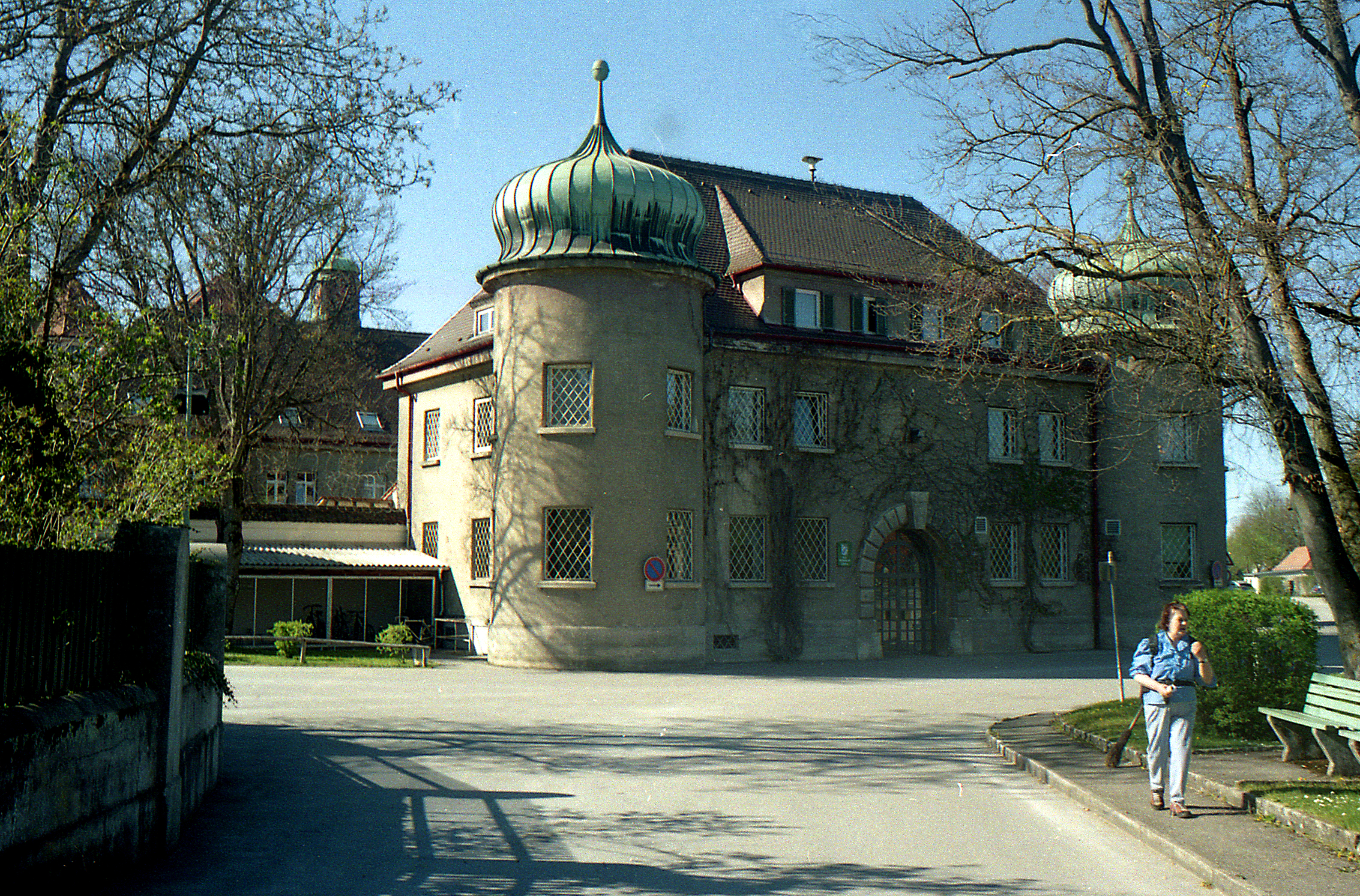
Budynek więzienia w Landsbergu

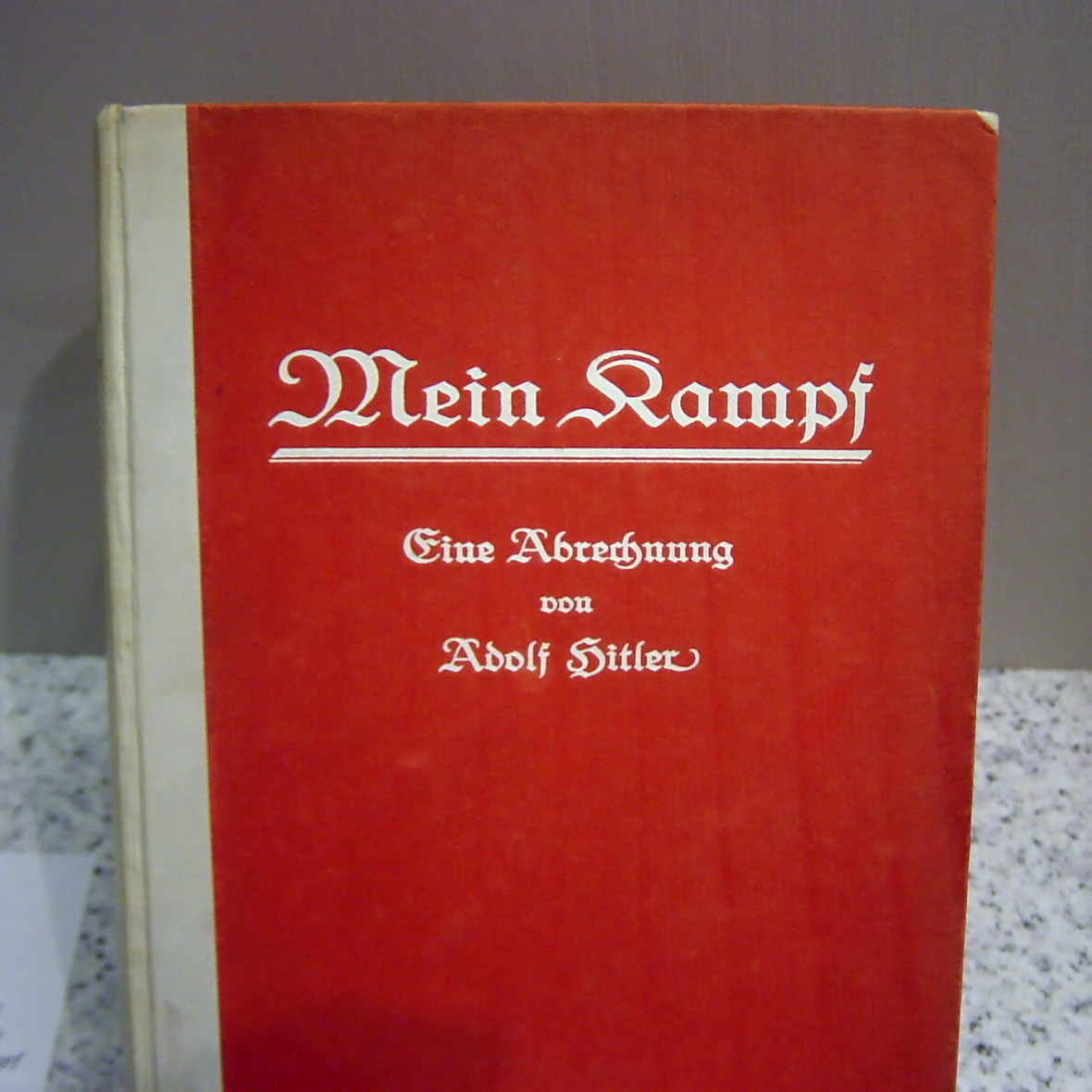
Pierwsze niemieckie wydanie książki, z lipca 1925, eksponowane w Niemieckim Muzeum Historycznym w Berlinie

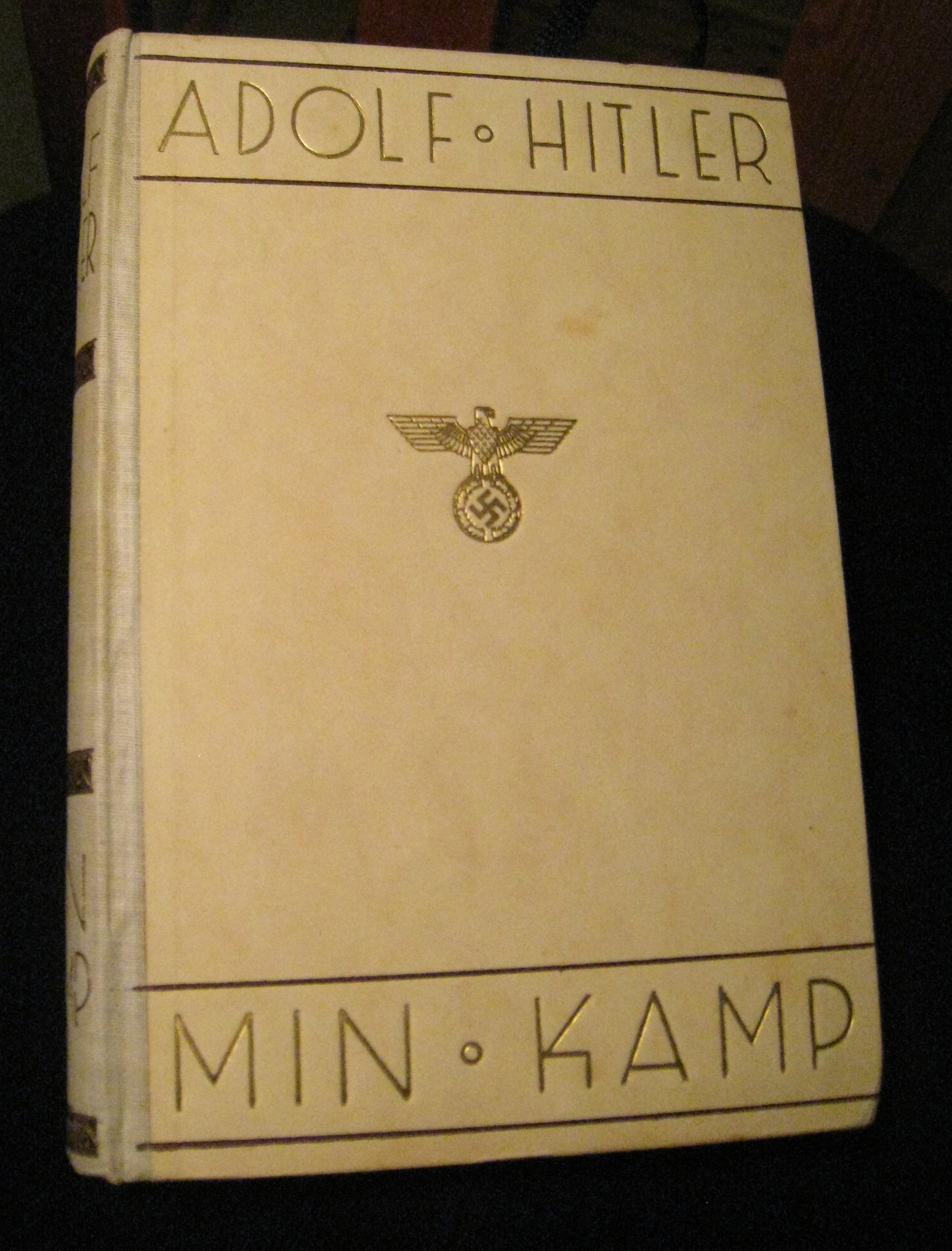
Wydanie norweskie z 1941

Mein Kampf (pol. Moja walka) – książka napisana przez Adolfa Hitlera w stylu diatryby podczas jego pobytu w więzieniu w Landsbergu na początku lat dwudziestych XX wieku i opublikowana w 1925 (I część) i 1927 (II część). Na jej treść składają się trzy części: pierwsza zawiera zmitologizowaną autobiografię Hitlera jako ciężko doświadczonego przez życie znawcy problemów mas, druga prezentuje w heroizujący sposób dzieje ruchu narodowosocjalistycznego, a trzecia wykłada światopogląd przywódcy NSDAP. Publikacja miała świadomy charakter propagandowy i była inspirowana więzienną lekturą prac dotyczących oddziaływania na masy, w tym książki Psychologia tłumu Gustave’a Le Bona (1895). Frontyspis wydania oryginalnego upamiętnia nekrologiem szesnastu zabitych uczestników puczu monachijskiego z 1923, za którego współorganizację Hitler został skazany.
Pod koniec sierpnia 1938 nakład książki wyniósł 4 mln egzemplarzy, w okresie III Rzeszy do czytelników trafiło 12,5 mln sztuk, a Hitler przez wzgląd na fortunę uzyskaną ze sprzedaży zrezygnował z pensji kanclerza. Badacz książki Hitlera Hermann Hammer wykazał, że choć kolejne jej wydania nieco się od siebie różniły, to najważniejsze zmiany merytoryczne zostały dokonane do 1930, zaś późniejsze korekty miały jedynie charakter stylistyczny. Wśród zmian, najistotniejszą, z punktu widzenia ideologii nazistowskiej, była rezygnacja z pojęcia demokracji germańskiej na rzecz zasady wodzostwa (niem. Führerprinzip).

## Treść
Książka ta w drugim wydaniu jest podzielona na dwie części. Pierwsza z nich przedstawia życiorys autora, w drugiej zaś Hitler zawarł podstawy swoich teorii antysemickich i narodowo-socjalistycznych. Stała się ona czołowym dziełem ideologii i propagandy nazistowskiej i była rozpowszechniana urzędowo w III Rzeszy (od 1936 wręczano ją nowożeńcom w urzędach stanu cywilnego). Powołując się na eugeniczne tezy rasistowskie, dowodził, że „rasą panów” są Aryjczycy, a wśród nich szczególna pozycja należy się Niemcom. Słowianie natomiast byli traktowani jako najniższa z warstw aryjskich, dobra wyłącznie do prac niewolniczych. Według niego najniższą rasowo grupą, wręcz szkodliwą mieszanką ras, mieli być Żydzi, których po przejęciu władzy w Europie za wszelką cenę pragnął zlikwidować. Jako wrogowie występują na kartach Mein Kampf obok Żydów i Słowian także Francuzi i bolszewicy.
Hitler, na pierwszych stronach książki, odcina się od swojego austriackiego pochodzenia, twierdząc, że zawsze był przeciwnikiem monarchii habsburskiej. Zarzucał jej historycznym władcom nie dość skuteczną politykę germanizacyjną, a także krytykował militarną słabość Austro-Węgier w czasie I wojny światowej. Przyszły wódz III Rzeszy twierdził, iż gdyby Niemcy porozumiały się z Anglią, nie doszłoby do wojny światowej. Już w swoim programowym dziele Hitler wyraził obawę przed toczeniem wojny na dwóch frontach. Środkiem do jej uniknięcia było, zdaniem przywódcy NSDAP, zneutralizowanie Wielkiej Brytanii.
Zdaniem führera wszędzie gdziekolwiek mieszka choćby jeden Niemiec, Rzesza Niemiecka ma prawo zbrojnie wejść na te tereny, aby go chronić. W Mein Kampf Hitler wskazuje też, iż Niemcy powinni zdobywać przestrzeń życiową głównie na wschodzie Europy. 
Wódz III Rzeszy podzielił ludzkość na trzy grupy: twórców kultury, krzewicieli kultury i burzycieli kultury. Do pierwszej grupy zaliczeni zostali wyłącznie Aryjczycy, do drugiej np. Japończycy. W opinii Hitlera istnienie drugiej grupy jest niezbędne, bowiem bez wykorzystywania narodów tej kategorii Aryjczycy nie mogliby stworzyć podstaw współczesnej cywilizacji. W trzeciej kategorii znaleźli się Żydzi, zdaniem Hitlera, niezdolni do tworzenia kultury.
Hitler obiecywał również zjednoczenie wszystkich ziem zamieszkanych przez Niemców i budowę tzw. Wielkich Niemiec na terenach zabranych sąsiadom. Mein Kampf stała się także podstawową lekturą ówczesnych nazistów, jak i dzisiejszych neonazistów.
W ocenie Eugeniusza Cezarego Króla, który przygotował edycję krytyczną tekstu, książka w swojej ogólnej wymowie „jest skierowana przeciwko ludziom, którzy nie zasługują na obecność we wspólnocie narodowej z powodów rasowych i politycznych”. Odpowiedzialnością za upadek potęgi Rosji, kierowanej do 1917 przez elity o niemieckich korzeniach, obarczony został bolszewizm, przedstawiony jako spisek żydowski. Hitler nie poświęcił w Mein Kampf wiele uwagi Polsce, która pojawia się jako jedno z państw, które zagarnęły „niemiecką ziemię” i przypuszczalnie mieści się w obszarze ekspansji zdefiniowanym jako „Rosja i podporządkowane jej państwa ościenne”. Opowiedział się natomiast niespodziewanie za sojuszem Niemiec z Wielką Brytanią jako państwem silnym.

## Rozdziały
Część I. Obrachunek
1. W domu rodzinnym
2. Wiedeńskie lata nauki i walki
3. Monachium
4. Wojna światowa
5. Propaganda wojenna
6. Rewolucja październikowa
7. Początki mojej działalności politycznej
8. Niemiecka partia robotnicza
9. Przyczyny upadku imperium
10. Naród i rasa
11. Pierwszy okres w rozwoju Narodowosocjalistycznej Niemieckiej Partii Robotniczej

Część II. Ruch narodowosocjalistyczny
1. Światopogląd a partia
2. Państwo
3. Obywatele
4. Osobowość a koncepcja państwa narodowego
5. Światopogląd a organizacja
6. Pierwsze dni walki: znaczenie przemówień
7. Walka z siłami czerwonymi
8. Silny człowiek jest najmocniejszy, gdy jest sam
9. Myśli na temat znaczenia i organizacji socjalistycznych robotników
10. Pozorny federalizm
11. Propaganda a organizacja
12. Sprawa związków zawodowych
13. Powojenna polityka Niemiec w kwestii sojuszy
14. Polityka wschodnia
15. Prawo do samoobrony

## Sytuacja prawna
W okresie II Rzeczypospolitej postanowieniem sądu grodzkiego w Katowicach z 20 września 1933 w oparciu o artykuł 152 kodeksu karnego, sankcjonujący zniewagę narodu polskiego, książka Mein Kampf została skonfiskowana; w tym czasie również władze czechosłowackie odebrały debit tej publikacji Adolfa Hitlera.
W 1948 prawa autorskie do Mein Kampf alianci przekazali Krajowi Związkowemu Bawaria na podstawie wyroku sądu w Monachium o konfiskacie mienia należącego do Adolfa Hitlera. Zgromadzone w banku szwajcarskim pieniądze ze sprzedaży książki miały zostać przekazane na cel pomocy ofiarom nazizmu. Rząd Bawarii przeciwdziałał rozpowszechnianiu książki na całym świecie poprzez nieudzielanie zgody na wydawanie książki, jak też pozywanie zarówno osób fizycznych, jak i prawnych obracających bądź wydających Mein Kampf z tytułu naruszenia praw autorskich. 31 grudnia 2015, po 70 latach od śmierci Hitlera, prawa autorskie do Mein Kampf wygasły i od 1 stycznia 2016 utwór stał się częścią domeny publicznej. Wtedy to też w niemieckich sklepach zaczęły ukazywać się nowe, krytyczne wydania książki, opatrzone obszernym komentarzem naukowym, przygotowanym przez Instytut Historii Najnowszej w Monachium.
- Wydawanie Mein Kampf bez ograniczeń dozwolone jest w Australii, Finlandii, Grecji, Indiach, Indonezji, Irlandii, Japonii, Kanadzie, Kolumbii, Korei Południowej, Macedonii Północnej, Nowej Zelandii, Portugalii, Turcji, Stanach Zjednoczonych i we Włoszech.
- W Austrii posiadanie lub obrót Mein Kampf jest karalne (nie dotyczy wydania krytycznego).
- W Bułgarii sprzedaż Mein Kampf dozwolona jest od 2001.
- W Chorwacji wydano dwa tłumaczenia (1999 i 2003) i jedną oryginalną wersję językową Mein Kampf (2002). Wydawcy nie ponieśli konsekwencji prawnych.
- W Czechach w marcu 2002 ukazało się tłumaczenie Mein Kampf. Wydawca nie poniósł żadnych konsekwencji prawnych.
- W Danii dozwolony jest obrót handlowy Mein Kampf. Ponadto biblioteki publiczne mają prawo posiadać do 50 egzemplarzy książki.
- We Francji sprzedaż Mein Kampf jest zakazana, zezwolono jednak na wydanie specjalnej wersji z obszernym komentarzem historycznym.
- W Holandii można posiadać Mein Kampf, jednak wszelki obrót książką (nawet egzemplarzami historycznymi) jest karalny.
- W 1995 w Libanie ukazało się arabskie tłumaczenie Mein Kampf, rozpowszechnione następnie na inne kraje arabskie.
- W Meksyku wydawanie Mein Kampf jest zakazane, jednak w nielegalnym obrocie znajdują się pirackie wersje.
- W Hiszpanii i Argentynie książka jest zakazana, jednak nie dotyczy to egzemplarzy wydanych przed wejściem w życie odpowiedniego ustawodawstwa.
- W Szwecji Mein Kampf ukazało się w 1992. Rząd Bawarii próbował zablokować rozpowszechnianie książki, jednak w 1998 szwedzki Sąd Najwyższy orzekł, że rząd bawarski nie ma praw autorskich do książki i wydawca został uniewinniony[13].
- W Rosji Mein Kampf jest zakazane, jednak prawo to jest słabo respektowane i od 1992 ukazały się już trzy tłumaczenia.
- W Wielkiej Brytanii można posiadać Mein Kampf i sprzedawać w liczbie nie większej niż 3000 egzemplarzy rocznie.

### W Polsce

#### Dystrybucja i posiadanie książki
Pomimo wygaśnięcia praw autorskich do Mein Kampf, w dalszym ciągu pojawia się problem odpowiedzialności karnej w przypadku dystrybucji lub posiadania wspomnianej książki. Zgodnie z art. 256 § 2 aktualnie obowiązującego Kodeksu karnego, co do zasady nie są bowiem dopuszczalne rozpowszechnianie, produkcja, utrwalanie, sprowadzanie, nabywanie, przechowywanie, posiadanie, prezentacja i przesłanie druku, nagrania lub innego przedmiotu zawierającego treści propagujące totalitarny ustrój państwa lub będącego nośnikiem symboliki faszystowskiej, komunistycznej lub innej totalitarnej. Jednakże wskazane czynności są dopuszczalne i sprawca nie popełnia przestępstwa, jeśli dopuścił się tego czynu w ramach działalności artystycznej, edukacyjnej, kolekcjonerskiej lub naukowej. Przyjmuje się zatem, że wskazane czynności, jeśli w książce nie ma krytycznego komentarza, mogą rodzić odpowiedzialność karną.

#### Wydania polskojęzyczne
W Polsce przed 1939 nie ukazało się żadne publiczne polskojęzyczne wydanie Mein Kampf. Znane jest natomiast wydanie wewnętrzne, w bardzo ograniczonym nakładzie (około 50 egzemplarzy) do użytku wyższych oficerów Wojska Polskiego. Zachowały się prawdopodobnie 3 egzemplarze, z których jeden jest przechowywany we wrocławskim Ossolineum. Od 1951 zapisem cenzury w Polsce, książka podlegała natychmiastowemu wycofaniu z bibliotek.
Po 1989 książkę wydały następujące wydawnictwa:
- Wydawnictwo Scripta Manent, Krosno 1992, ISBN 83-900029-0-6 – tłumaczenie z języka niemieckiego.
- Wydawnictwo Werset, Kraków 1992, ISBN 83-900029-0-6 – jest to tłumaczenie z języka angielskiego, zawierające poprawki stylistyczne, np. wycięto zbędne powtórzenia.
- Izdevnieciba Uzvara, Dyneburg (Łotwa) 1998, brak ISBN – po polsku i bez komentarzy
- Wydawnictwo XXL – Wydawnictwo Książki Niezwykłej, 2005, ISBN 83-921822-0-0.
- Wydawnictwo Bellona, Warszawa 2020 – Mein Kampf. Moja walka. Edycja krytyczna – tłumaczenie z języka niemieckiego (przełożył, wstępem, przypisami i bibliografią selektywną opatrzył Eugeniusz Cezary Król), wydanie krytyczne zawierające ponad 2000 przypisów[17][18]. ISBN 978-83-11-15552-7.

13 września 2005 we Wrocławiu rozpoczął się proces przeciwko polskiemu wydawcy Mein Kampf, wydawnictwu XXL. Z powództwem wystąpiły niemiecki Kraj Związkowy Bawaria, uznający się za posiadacza praw autorskich do książki oraz wrocławska prokuratura okręgowa. Domagały się one zaniechania wydawania książki oraz wycofania nakładu ze sprzedaży. 22 maja 2007, postępowanie zostało warunkowo umorzone na okres dwóch lat. Proces wznowiono 30 marca 2009, a 25 maja 2009 właściciel wydawnictwa został skazany na 3 miesiące więzienia w zawieszeniu na 2 lata oraz 10 tys. zł grzywny.
W 2016, po zakończeniu kadencji dyrektorskiej Eugeniusza Cezarego Króla, nowe kierownictwo Instytutu Studiów Politycznych Polskiej Akademii Nauk zrezygnowało ze współudziału w wydaniu przygotowanego przez Króla polskiego tłumaczenia i edycji krytycznej Mein Kampf, ustępując przed argumentami części własnego środowiska (m.in. Andrzej Friszke), która powołała się na wrażenie faszyzacji życia w Polsce i poszanowanie pamięci o ofiarach nazizmu; projekt zrealizowała samodzielnie Bellona. Ogłoszone w 2020 wydanie spotkało się z protestem Towarzystwa Jana Karskiego, natomiast pomysłu bronili szef Instytutu Pamięci Narodowej Jarosław Szarek i pracujący w Kanadzie historyk Jan Grabowski.

#### Odwołania literackie
W 2019 Teatr Powszechny w Warszawie wystawił sztukę Mein Kampf w reżyserii Jakuba Skrzywanka, w której fragmenty tekstu książki Hitlera wygłosiły postacie współczesnych polityków, hierarchów Kościoła katolickiego i zwykłych obywateli; przedstawienie było krytykowane przez prawicę.